# La Bataille du rail (film, 2019)
Pour les articles homonymes, voir La Bataille du rail.
Pour plus de détails, voir Fiche technique et Distribution.
La Bataille du rail est un film français réalisé par Jean-Charles Paugam et sorti en 2019.

## Synopsis
Frank est un squatteur invétéré. Après s'être fait une énième fois virer par un de ses potes, il appelle tous ses contacts à la recherche d’un autre appart où crécher. En vain. Heureusement, il croise par hasard Malik, une vague connaissance, qui l’invite chez lui. Franck accepte, il n’aurait jamais dû. Depuis l’époque où les deux jeunes bossaient chez Deliveroo, Malik s’est en effet reconverti. Il fait toujours de la livraison à domicile mais de coke et ce soir, quelqu’un doit le remplacer. 

## Fiche technique
- Titre : La Bataille du rail
- Réalisation : Jean-Charles Paugam
- Scénario : Jean-Charles Paugam et Gérôme Rivière
- Photographie : Erwan Dean
- Montage : Perig Guinamant
- Musique : Franck Lebon
- Son : Rémi Chanaud
- Société de production : Triade Films
- Pays de production :  France
- Genre : comédie
- Durée : 82 minutes
- Dates de sortie :
  - France : 10 octobre 2019 (première à Paris)[1] ; 7 juillet 2021 (sortie nationale)

## Distribution
- Pierre Lottin
- Clara Ponsot
- Ava Baya
- Benjamin Bellecour
- Bénédicte Dessombz
- Yasin Houicha
- Paul Jeanson
- Éric Kara
- Héloïse Janjaud